# 大湊郵便局
大湊郵便局（おおみなとゆうびんきょく）は青森県むつ市大湊にある郵便局である。
民営化以前の分類では無集配特定郵便局であった。

## 概要
かつては集配普通郵便局（〒039-51）としてむつ郵便局とともにむつ市内の集配業務を受け持っていたが、1995年（平成7年）に郵便区（集配業務）および宇田分室をむつ郵便局へ移管、無集配特定郵便局となった。

### 分室
分室はなし。なお、過去に存在した分室は次のとおり。
- 宇田分室（84029A） - 1995年（平成7年）に集配業務とともにむつ郵便局へ移管。

## 沿革

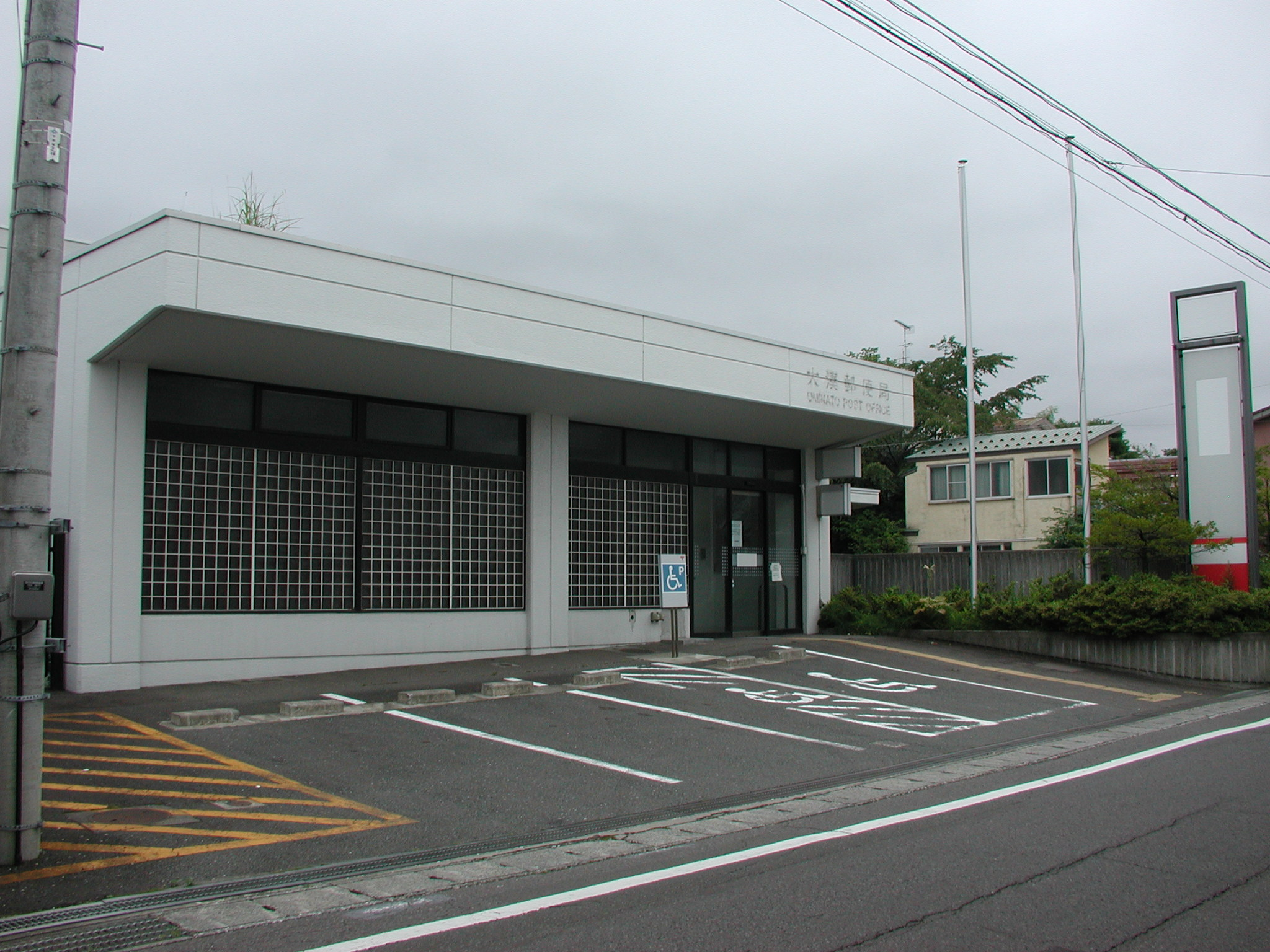
旧局舎（2009年8月）

- 1874年（明治7年）12月16日 - 大湊郵便取扱所として開設[1]。
- 1875年（明治8年）1月1日 - 大湊郵便局（五等）となる。
- 1879年（明治12年）6月 - 移転とともに、大平（おおたいら）郵便局に改称。
- 1884年（明治17年）11月1日 - 移転とともに、大湊郵便局に改称[2]。
- 1885年（明治18年）10月1日 - 貯金取扱を開始。
- 1891年（明治24年）12月1日 - 内国為替取扱を開始。
- 1892年（明治25年）7月1日 - 外国為替取扱を開始。
- 1897年（明治30年）3月26日 - 大湊郵便電信局となる。
- 1899年（明治32年）12月6日 - 小包取扱業務開始。
- 1900年（明治33年）3月2日 - 和文電信・欧文電信業務開始。
- 1903年（明治36年）4月1日 - 通信官署官制の施行に伴い大湊郵便局となる。
- 1912年（大正元年）12月 - 電話交換業務開始。
- 1940年（昭和15年）10月1日 - 等級を三等から二等に改定[3]。
- 1943年（昭和18年）12月21日 - 宇田分室を設置[4]。
- 1949年（昭和24年）6月1日 - 電気通信業務を、新設の大湊電報電話局に移管。
- 1956年（昭和31年）9月1日 - 当局および宇田分室において、電話通話および和文電報受付事務の取扱を開始[5]
- 1995年（平成7年）4月3日 - 集配業務および宇田分室をむつ郵便局へ移管[6]、普通郵便局から特定郵便局に局種別改定[7]。
- 2006年（平成18年）9月11日 - むつ市大湊上町5-5から同1-10へ移転[8]。
- 2007年（平成19年）10月1日 - 民営化。
- 2012年（平成24年）10月1日 - 日本郵便株式会社発足。

## 取扱内容
- 郵便、印紙、ゆうパック、内容証明
- 貯金、為替、振替、振込、国債
- 生命保険、バイク自賠責保険
- ゆうちょ銀行ATM

## 周辺
- むつ市立大湊小学校
- 海上自衛隊大湊基地
- 国道338号

## アクセス
- JR大湊線 大湊駅より徒歩約13分
- JRバス東北（下北線） 勤労青少年ホーム前停留所下車
- 駐車場あり：3台

## 参考資料
- 『むつ市史 年表』323頁～808頁（年表）